# 目覚めると従姉妹を護る美少女剣士になっていた
『目覚めると従姉妹を護る美少女剣士になっていた』（めざめるといとこをまもるびしょうじょけんしになっていた）は著者・狩野景のイラスト・天鬼とうりのジュブナイルポルノ。単行本はあとみっく文庫より発売されている。

## あらすじ
退魔師の分家筋の息子である一条遼はある夜、体が女体化して「鬼斬姫」となってしまう。さらに遼の従姉妹・一条結女が「鬼慰姫」として狙われてしまう。はたして、遼は鬼たちから結女を守ることができるのか!?

## 登場人物
声はアダルトゲームより
一条 遼（いちじょう りょう）
声 - 倉田まりや
主人公。実家は退魔師の分家筋。従妹の結女に片思いしている。
一条 はるか（いちじょう はるか）
声 - 倉田まりや
女体化して「鬼斬姫」と化した遼。髪型も短髪から長髪のポニーテールに変化する。
一条 結女（いちじょう ゆめ）
声 - 御苑生メイ
遼の従妹で幼馴染。「鬼慰姫」として鬼たちに狙われる。
坂谷 希美乃（さかたに きみの）
声 - 葵時緒
遼と結女の幼馴染の女生徒。
羅刹 童子（らせつ どうじ）
声 - 葵時緒
「羅刹童子」という鬼神が現代に転生した。普段は人間の姿。
北南 秀子（きたみなみ ひでこ）
声 - 柚原みう
学園の生徒会長。学生達からカリスマ的な人気がある。
犬神 伊音（いぬがみ いおん）
退魔師の男の娘。愛らしい風貌とは裏腹に実力は高い。

## 書籍
特筆がない限り全てあとみっく文庫刊
本編
1. 2011年1月25日 ISBN 978-4-7992-0020-9
2. 2011年5月27日 ISBN 978-4-7992-0072-8
3. 2011年11月21日 ISBN 978-4-7992-0139-8
4. 2015年11月21日 電子書籍のみ（二次元ぷち文庫）
5. 2016年10月28日 電子書籍のみ（二次元ぷち文庫）

外伝
- 目覚めると従姉妹を護る美少女剣士になっていたF 2012年11月27日 ISBN 978-4-7992-0337-8

物語の舞台や登場人物が本編から一新され、イラストも緑木邑が担当している。

## 漫画
『目覚めると従姉妹を護る美少女剣士になっていた　悦楽のTS退魔師』のタイトルで、メガミクライシスにて天道まさえの作画でコミカライズが連載された。単行本が二次元ドリームコミックスから刊行。
- 2012年8月24日 ISBN 978-4-7992-0300-2

## アダルトゲーム
2013年1月25日発売。
パッケージ（DVD-ROM）版とダウンロード版がある。パッケージ版には初回特典として狩野景書き下ろし短編小説が付属した。
- ブランド：ミルフィーユ
- 原画：桐月れおん
- 原作・シナリオ	：狩野景
- キャラクター原案：天鬼とうり
- BGM： 上原一之龍
- 監修： キルタイムコミュニケーション